# Helenów (Czuchów-Pieńki)
Helenów – część wsi Czuchów-Pieńki w Polsce położona w województwie mazowieckim, w powiecie łosickim, w gminie Platerów.
W latach 1975–1998 Helenów należał administracyjnie do województwa bialskopodlaskiego.